# Nathalie X
Nathalie X (en francés Nathalie...) es una película francoespañola de 2003 dirigida por Anne Fontaine. Trata sobre el matrimonio, la infidelidad y la prostitución analizados a través de un triángulo amoroso que intenta huir de los tópicos. Una cinta que, además, cuenta con tres protagonistas de excepción, Fanny Ardant (8 Mujeres), Emmanuelle Béart (Nelly y el Señor Arnaud) y Gérard Depardieu (Cyrano de Bergerac), el tercero en discordia.
En España, la versión teatral ha sido dirigida por Carlos Martín Bazán y protagonizada por Cristina Higueras y Mireia Pamies.

## Sinopsis
Catherine, una mujer casada, elegante y acomodada y Marlene, una prostituta que utiliza como nombre de guerra el de Nathalie X, verán mezcladas sus vidas cuando la primera le haga un particular encargo a la segunda: le paga para que se haga pasar por una estudiante y se acueste con Bernard, su marido, quien según sus sospechas, está cometiendo adulterio. Catherine quiere conocer hasta el menor detalle de la relación y acaba convirtiendo a Marlene en su espía personal. Pero esta mujer, cada vez más fascinada con la prostituta, duda de que las tórridas escenas de cama que ella le relata que ha mantenido con el marido sean realmente ciertas, convirtiéndose a la vez en una especie de iniciación en la búsqueda del placer sexual para sí misma. 

## Adaptación estadounidense
- En el año 2009 se realizó una adaptación estadounidense de esta película, con el nombre de "Chloe" protagonizada por Amanda Seyfried, Julianne Moore y Liam Neeson.